# Lurano
Lurano (lombardul: Lürà, bergamói nyelvjárásban: Lörà) település Olaszországban, Lombardia régióban, Bergamo megyében. Lakosainak száma 2847 fő (2023. január 1.). Lurano Brignano Gera d’Adda, Castel Rozzone, Pognano, Arcene és Spirano községekkel határos.

## Népesség
A település lakossága az elmúlt években az alábbi módon változott:
| Lakosok száma | 2816 | 2841 | 2847 |
|               | 2017 | 2018 | 2023 |